# Bireflue
Bireflue är en bergstopp i Schweiz. Den ligger i distriktet Obersimmental-Saanen och kantonen Bern, i den sydvästra delen av landet, 40 km söder om huvudstaden Bern. Toppen på Bireflue är 2 075 meter över havet.